# غراهام غودوين
غراهام غودوين (بالإنجليزية: Graham Clifford Goodwin)‏ هو مهندس أسترالي، ولد في 20 أبريل 1945.